# Jak-52
Jak-52 (ros. Як-52) – podstawowy samolot szkolny lotnictwa radzieckiego końca lat 70. oraz 80., skonstruowany przez biuro konstrukcyjne Aleksandra Jakowlewa. Samolot został zaprojektowany jako samolot szkoleniowy z myślą o uczniach radzieckiej organizacji DOSAAF, szkolącej sportowych pilotów cywilnych i pilotów wojskowych. Oblot Jaka-52 miał miejsce w 1976, jest nadal produkowany w firmie Aerostar w Rumunii.

## Charakterystyka konstrukcji

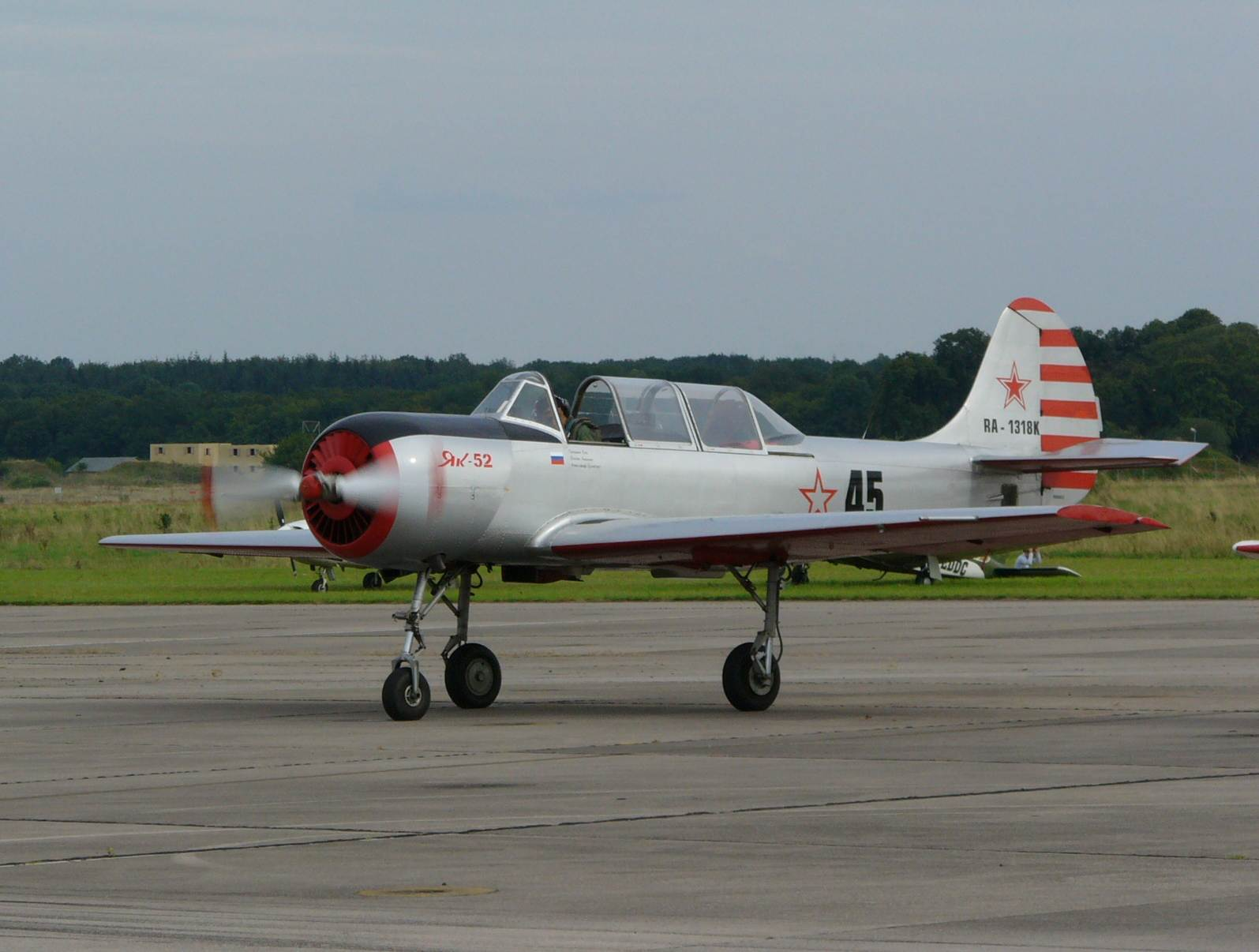
Jak-52 kołujący po pasie lotniska

Jak-52 to następca jednomiejscowej konstrukcji akrobacyjnej – samolotu Jak-50. Całkowicie metalowy dolnopłat napędzany jest 9-cylindrowym silnikiem gwiazdowym Vedeneyev M14P o mocy 360 KM. Ponadto samolot został wyposażony w układ zasilania pozwalający na dwuminutowy lot odwrócony. Ze względu na mała masę własną oraz mocną konstrukcję Jak-52 był wykorzystywany jako samolot akrobacyjny. Związane było to z jego nieprzeciętnymi właściwościami – Jak-52 wytrzymywał przeciążenia rzędu od +7 do –5 G oraz potrafił obracać się z prędkością do 180 stopni na sekundę. Jak większość radzieckich konstrukcji wojskowych Jak-52 został zaprojektowany do wykorzystywania w przygodnym terenie bez potrzeby dokonywania częstych przeglądów przez mechaników. Ciekawym rozwiązaniem zastosowanym w tej maszynie jest rozbudowany układ pneumatyczny wykorzystywany do uruchamiania silnika, sterowania podwoziem, hamowania oraz poruszania sterami kierunku, wysokości oraz klapami. Trójkołowe podwozie, choć całkowicie chowane, w pozycji schowanej pozostawia lekko wystające koła, co pozwala na awaryjne lądowanie w przypadku awarii systemu pneumatycznego.

## Użytkownicy i modernizacje
Po upadku ZSRR wiele egzemplarzy tego samolotu zostało wyeksportowanych na Zachód – do USA, Wielkiej Brytanii, Nowej Zelandii, Australii i innych krajów. W styczniu 2019 roku, w polskim rejestrze statków powietrznych znajdowało się 51 samolotów Jak-52. 
16 kwietnia 2004 w Rosji oblatany został zmodernizowany wariant oznaczony Jak-52M. Napędzany jest zmodernizowanym silnikiem M-14Ch, trójłopatowym śmigłem, posiada fotele z możliwością katapultowania oraz inne modyfikacje.
Podczas rosyjskiej inwazji na Ukrainę, przynajmniej od 2024 roku ukraińskie samoloty Jak-52 bywały wykorzystywane do walki z bezzałogowcami Shahed w składzie Cywilnego Patrolu Lotniczego. Drony zwalczane są za pomocą ręcznej broni automatycznej przez strzelca siedzącego w otwartej drugiej kabinie.